# Goethita
La goethita és un mineral de la classe dels òxids que pertany al grup del diàspor. Va rebre el nom l'any 1806 per Johann Georg Lenz en honor al naturalista alemany Goethe (1749-1832), més conegut com a escriptor del romanticisme.

## Característiques
La goethita és un hidròxid de fórmula química α-Fe3+O(OH). Cristal·litza en el sistema ortoròmbic bipiramidal. La seva duresa a l'escala de Mohs és 5 a 5,5. És polimorfa de la feroxihita i de la lepidocrocita.

## Formació i jaciments
És l'òxid de ferro simple més comú, sent un producte de la meteorització de nombrosos minerals que contenen ferro. Va ser descrita per primera vegada en mostres de la mina Hollertszug Herdorf, situada a Daaden-Herdorf, dins el districte d'Altenkirchen (Renània-Palatinat, Alemanya).